# Medicosma elliptica
Medicosma elliptica är en vinruteväxtart som beskrevs av Thomas Gordon Hartley. Medicosma elliptica ingår i släktet Medicosma och familjen vinruteväxter. Inga underarter finns listade i Catalogue of Life.